# 丹波大原郵便局
丹波大原郵便局（たんばおおはらゆうびんきょく）は、京都府福知山市にある郵便局。民営化前の分類では無集配特定郵便局であった。

## 概要
住所：〒620-1301 京都府福知山市三和町大原211
かつては集配郵便局であったが、2007年（平成19年）に集配業務を三和郵便局へ移管し無集配郵便局となった。

## 沿革
- 1878年（明治11年）1月16日 - 大原郵便局（五等）として開設[1]。
- 1885年（明治18年）10月1日 - 貯金取扱を開始。
- 1899年（明治32年）12月16日 - 為替取扱を開始。
- 19xx年 - 丹波大原郵便局に改称。
- 1989年（平成元年）4月10日 - 風景入通信日付印の使用を開始[2]。
- 2005年（平成17年）4月1日 - 上河合簡易郵便局の一時閉鎖[3]に伴い、取扱事務を承継[4]。
- 2007年（平成19年）3月12日 - 三和郵便局へ集配業務を移管、無集配局となる[5]。郵便番号を〒620-1399から〒620-1301に変更。
- 2007年（平成19年）10月1日 - 民営化。
- 2012年（平成24年）10月1日 - 日本郵便株式会社発足。

## 取扱内容
- 郵便、印紙、ゆうパック、内容証明
- 貯金、為替、振替、振込、国債
- 生命保険、バイク自賠責保険
- ゆうちょ銀行ATM

## 周辺
- 大原神社
- 大原の産屋
- 国道173号
- 川合川

## アクセス
- 福知山市営バス（川合大原線） 大原停留所下車
- 京都府道59号市島和知線沿い
- 駐車場なし